# Samaná (República Dominicana)
Samaná és una província de la República Dominicana a la península de Samaná situada a la regió oriental. La seva capital és Santa Bàrbara de Samaná, coneguda generalment com Samaná.
Samaná és a la costa de l'Oceà Atlàntic en la part nord-oriental de la República Dominicana. És coneguda per ser una zona de muntanyes. El 6 de novembre de 2006 l'aeroport internacional Samaná El Catey, va començar operacions.

## Geografia
La província de Samana està ocupada per la serralada de Sierra de Samaná, que arriba a moltes de les zones costaneres. La muntanya més alta d'aquesta serralada, i de la província, es troba a la part oriental i s'anomena La Meseta. Samaná té un clima de selva tropical, amb una temperatura mitjana anual de 25,9 graus centígrads. Les precipitacions anuals a la serra de Samaná superen els 2.000 mil·límetres. Hi ha nombrosos rius i rieres a tota la província, inclosa la part final del riu Yuna, que desemboca a l'extrem occidental de la badia de Samaná.

## Història
Samaná va ser descoberta per Cristòfor Colom, el 12 de gener de 1493, que va ser rebut amb una pluja de llances i fletxes de guerrers taíno nadius. Es diu que va ser la primera instància d’oposició violenta als conquistadors espanyols a les Amèriques. La província de Samaná també és la llar del que es coneix a la República Dominicana com a Americanos de Samaná, on els descendents de negres americans lliures van emigrar a partir del 1824. Van aprofitar la política proafricana d’immigració d’aleshores el president Jean Pierre Boyer quan Samaná estava sota domini haitià. En aquesta migració a Santa Bàrbara, Samaná, va començar amb 34 famílies afroamericanes. Aquesta cultura afroamericana es va distingir de la resta de la República Dominicana, ja que manté molts elements de la cultura afroamericana del segle xix, com ara la seva marca d’anglès, menjar, jocs, organitzacions comunitàries, noms afroamericans, maneres, música i algunes receptes que s’han conservat arran del seu aïllament, que fins al segle XX només era accessible en vaixell. La majoria són de la fe episcopal i wesleyana metodista africana que els seus avantpassats van portar a l’illa.
Samaná és un dels llocs de reproducció de la balena geperuda. Milers de balenes geperudes arriben a la costa davant Samaná de gener a març.
Una vegada, va ser proposat per ser la capital del país, Samaná havia de ser venut als Estats Units com a base militar durant la presidència de Pedro Santana, però l’acord no es va realitzar mai, perquè els Estats Units van considerar que el cost era excessiu.

## Municipis i districtes municipals
La província, a partir del 20 de juny del 2006 es divideix en els següents municipis i districtes municipals dins d’ells:
- Sánchez
- Samaná, districtes municipals: Arroyo Barril, El Limón i Las Galeras
- Las Terrenas

Taula dels municipis amb xifres de població segons una estimació del cens del 2012:
| Nom                     | Població total | Població urbana | Població rural |
| ----------------------- | -------------- | --------------- | -------------- |
| Las Terrenas            | 39.221         | 1.858           | 37.363         |
| Santa Bárbara de Samaná | 108.179        | 88.698          | 19.481         |
| Sánchez                 | 20.865         | 14.217          | 6.648          |
| Samaná Província        | 168.265        | 104.773         | 63.492         |

## Transport
Samaná té tres aeroports i un port:
Aeroports
- El Portillo
- Arroyo Barril
- Aeroport internacional Samaná El Catey, Sanchez, Samaná

Ports
- Port Cayo Levantado, Arroyo Barril